# Ralph Shelton Griffin Stokes
Ralph Shelton Griffin Stokes, britanski general, * 1882, † 1979.